# Salomon Gottlob Frentzel
Salomon Gottlob Frentzel (obersorbisch Salomon Bohuchwał Frencel; * 25. Januar 1701 in Schwarzkollm; † 22. März 1768) war Geistlicher und Ortschronist der Stadt Hoyerswerda in Sachsen.

## Leben
Frentzel wurde in Schwarzkollm bei Hoyerswerda als Sohn des dortigen sorbischen Pfarrers Michał Frencel (1667–1752) geboren, dessen Vater wiederum der Großpostwitzer Pfarrer Michał Frencel war, einer der Schöpfer der obersorbisch-evangelischen Schriftsprache. Salomon Gottlob studierte in Bautzen und Wittenberg. 1729 wurde Frentzel zum Pfarrer in Geierswalde, ebenfalls in der Nähe von Hoyerswerda gelegen, berufen. Später, ab 1752, war er Diakon zu Hoyerswerda.
Frentzel schrieb 1744 eine Chronik der Stadt Hoyerswerda, auf die sich auch heute noch die Geschichtsschreibung stützt. In Hoyerswerda ist eine Straße nach ihm benannt.

## Werke
- Historischer Schau-Platz Oder Chronike Und Beschreibung Der Königlichen und Churfürstlichen Sächßischen Stadt und Herrschafft Hoyerswerda Im Marggraffthume Ober-Laußitz Aus glaubwürdigen Uhrkunden und Nachrichten gesammlet und in richtige Ordnung gebracht, Leipzig und Budißin 1744 (Digitalisat und Volltext im Deutschen Textarchiv, Digitalisat)